# Valeriano di Nassau-Usingen
Valeriano di Nassau-Usingen (Roermond, 25 febbraio 1635 – Usingen, 17 ottobre 1702) fu dal 1659 conte, e da 1688 principe di Nassau-Usingen e fondatore del ramo di Usingen del Casato di Nassau.

## Famiglia
Era il più giovane dei figli maschi del conte Guglielmo Luigi di Nassau-Saarbrücken e Anna Amalia di Baden-Durlach, figlia del margravio Giorgio Federico di Baden-Durlach.

## Carriera militare
Valeriano era un leader militare rispettato. In momenti diversi, fu Generale Feldmaresciallo del Sacro Romano Impero e delle Province Unite dei Paesi Bassi sotto il Principe Guglielmo III d'Orange. Nel 1664, corse verso Szentgotthárd, ma arrivò troppo tardi per combattere nella Battaglia di San Gottardo. Nel 1683, combatté con successo nella battaglia per levare l'assedio di Vienna da parte dei turchi. Così egli ebbe un ruolo nel garantire che la conquista islamica dell'Europa Centrale degli ottomani fallisse. Per queste prodezze, re Giovanni III Sobieski gli concesse l'Ordine dell'Aquila Bianca, la più alta onorificenza polacca.
Valeriano combatté anche nella Guerra di Successione al Palatinato. Dal 1696, comandò le truppe olandesi. Il 1º luglio 1690, vinse la Battaglia di Fleurus e il 3 agosto 1692 la Battaglia di Steenkerque.
Durante la guerra di successione spagnola, è stato affidato il compito di attuare il bando imperiale contro l'Elettore Giuseppe Clemente di Colonia, che si era schierato con la Francia contro l'Impero. A tal fine, comandò le truppe alleate all'assedio di Kaiserswerth nel 1702.

## Creazione di Nassau-Usingen
Il Principe Guglielmo Luigi lasciò tre figli maschi, che il 31 marzo 1659 divisero i territori di Nassau: Giovanni Luigi ricevette Ottweiler, Gustavo Adolfo mantenne Saarbrücken e Valeriano ricevette Usingen e diventò il fondatore del nuovo ramo.
Valeriano fu elevato al rango di principe nel 1688. Dopo la sua morte nel 1702, gli succedette come principe di Nassau-Usingen suo figlio Guglielmo Enrico.

## Eredità a Usingen

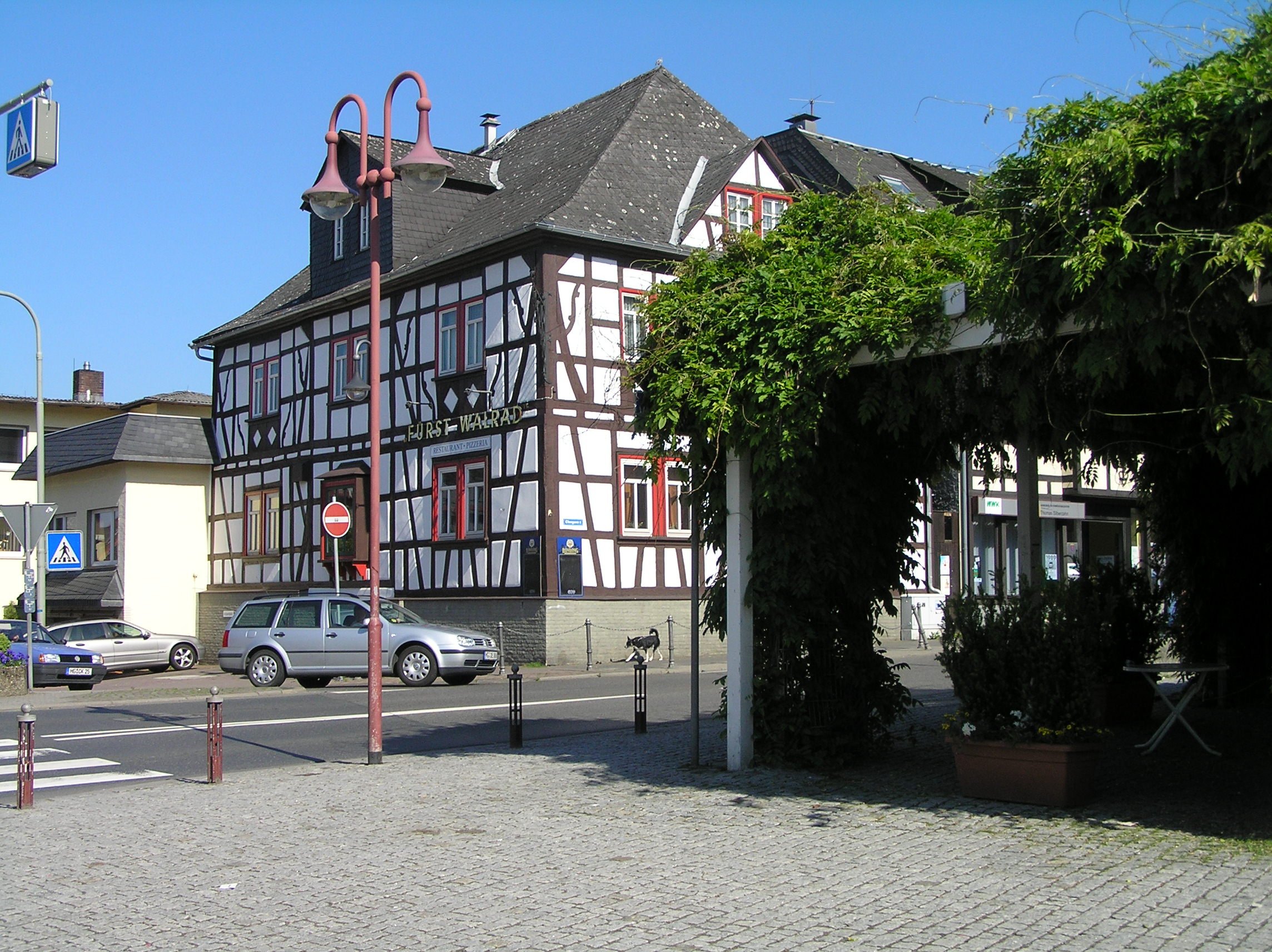
Ristorante Principe Valeriano a Usingen

Dal 1659, la residenza del ramo Usingen del Casato di Nassau fu nella città di Usingen sulla catena montuosa del Taunus. La città né guadagnò notevolmente in prestigio e importanza per essere la sede di un Nassau e beneficiò anche dallo zelo di costruzione urbano di Valeriano. Tra il 1660 ed il 1663, Valeriano rimpiazzò il vecchio castello di Usingen con un nuovo palazzo. Nel 1905, il consiglio comunale eresse un monumento per Valeriano nei giardini del palazzo (ora un parco pubblico).
Nel 1692 un incendio distrusse gran parte di Usingen. Valeriano utilizzò questa circostanza per controllare la ricostruzione sistematica della città alta di Usingen. Egli progettò le strade simmetriche che caratterizzano il paesaggio urbano di oggi e furono costruiti edifici rappresentativi lungo la via principale.
La popolazione della campagna intorno a Usingen era stata decimata nella guerra dei trent'anni. Valeriano promosse l'afflusso di ugonotti che erano dovuti fuggire dalla Francia, e concesse loro la libertà di religione. La chiesa ugonotta a Usingen rimane comev testimonianza di questa migrazione.

## Matrimonio e figli
Il primo matrimonio di Valeriano fu con Catherine Françoise, Comtesse de Croÿ-Roeulx. Da questo matrimonio nacquero cinque figli di cui tre raggiunsero l'età adulta:
- Guglielmina Enrichetta (1679 - 1718)
- Enrico (1680 - 1682)
- Maria Ernestina (nata e morta nel 1683)
- Guglielmo Enrico (1684 - 1718)
- Maria Albertina (1686 - 1768)

Dopo la morte della sua prima moglie, sposò la sua seconda moglie, Magdalena Elizabeth, Contessa di Löwenstein-Wertheim-Rochefort il 18 giugno 1688. Questo matrimonio fu senza figli.

## Ascendenza
|                                             |                                     |                                      | Genitori                              |  |  | Nonni |  |  | Bisnonni                           |  |  | Trisnonni                             |  |
|                                             |                                     |                                      |                                       |  |  |       |  |  | Albrecht, conte di Nassau-Weilburg |  |  | Philipp III, conte di Nassau-Weilburg |  |
|                                             |                                     |                                      |                                       |  |  |       |  |  | Albrecht, conte di Nassau-Weilburg |  |  | Philipp III, conte di Nassau-Weilburg |  |
|                                             |                                     | Anna von Mansfeld                    |                                       |  |  |       |  |  | Albrecht, conte di Nassau-Weilburg |  |  |                                       |  |
| Ludwig II, conte di Nassau-Weilburg         |                                     |                                      |                                       |  |  |       |  |  | Albrecht, conte di Nassau-Weilburg |  |  |                                       |  |
|                                             |                                     | Anna von Nassau-Dillenburg           | Wilhelm I, conte di Nassau-Dillenburg |  |  |       |  |  |                                    |  |  |                                       |  |
|                                             |                                     | Anna von Nassau-Dillenburg           | Wilhelm I, conte di Nassau-Dillenburg |  |  |       |  |  |                                    |  |  |                                       |  |
|                                             |                                     | Anna von Nassau-Dillenburg           | Juliana zu Stolberg-Wernigerode       |  |  |       |  |  |                                    |  |  |                                       |  |
| Wilhelm Ludwig, conte di Nassau-Saarbrücken |                                     | Anna von Nassau-Dillenburg           |                                       |  |  |       |  |  |                                    |  |  |                                       |  |
|                                             |                                     | Wilhelm IV, langravio d'Assia-Kassel | Philipp I, langravio d'Assia          |  |  |       |  |  |                                    |  |  |                                       |  |
|                                             |                                     | Wilhelm IV, langravio d'Assia-Kassel | Philipp I, langravio d'Assia          |  |  |       |  |  |                                    |  |  |                                       |  |
|                                             |                                     | Wilhelm IV, langravio d'Assia-Kassel | Christina von Sachsen                 |  |  |       |  |  |                                    |  |  |                                       |  |
| Anna Maria von Hessen-Kassel                |                                     | Wilhelm IV, langravio d'Assia-Kassel |                                       |  |  |       |  |  |                                    |  |  |                                       |  |
|                                             |                                     | Sabine von Württemberg               | Christoph, duca del Württemberg       |  |  |       |  |  |                                    |  |  |                                       |  |
|                                             |                                     | Sabine von Württemberg               | Christoph, duca del Württemberg       |  |  |       |  |  |                                    |  |  |                                       |  |
|                                             |                                     | Sabine von Württemberg               | Anna Maria von Brandenburg-Ansbach    |  |  |       |  |  |                                    |  |  |                                       |  |
| Walrad, conte di Nassau-Usingen             |                                     | Sabine von Württemberg               |                                       |  |  |       |  |  |                                    |  |  |                                       |  |
|                                             | Karl II, margravio di Baden-Durlach | Ernst, margravio di Baden-Durlach    |                                       |  |  |       |  |  |                                    |  |  |                                       |  |
|                                             | Karl II, margravio di Baden-Durlach | Ernst, margravio di Baden-Durlach    |                                       |  |  |       |  |  |                                    |  |  |                                       |  |
|                                             | Karl II, margravio di Baden-Durlach | Ursula von Rosenfeld                 |                                       |  |  |       |  |  |                                    |  |  |                                       |  |
| Georg Friedrich, margravio di Baden-Durlach | Karl II, margravio di Baden-Durlach |                                      |                                       |  |  |       |  |  |                                    |  |  |                                       |  |
|                                             |                                     | Anna von Pfalz-Veldenz               | Ruprecht, conte palatino di Veldenz   |  |  |       |  |  |                                    |  |  |                                       |  |
|                                             |                                     | Anna von Pfalz-Veldenz               | Ruprecht, conte palatino di Veldenz   |  |  |       |  |  |                                    |  |  |                                       |  |
|                                             |                                     | Anna von Pfalz-Veldenz               | Ursula zu Salm-Kyrburg                |  |  |       |  |  |                                    |  |  |                                       |  |
| Anna Amalia von Baden-Durlach               |                                     | Anna von Pfalz-Veldenz               |                                       |  |  |       |  |  |                                    |  |  |                                       |  |
|                                             |                                     | Friedrich I, conte di Salm-Neufville | Philipp Franz, conte di Salm-Dhaun    |  |  |       |  |  |                                    |  |  |                                       |  |
|                                             |                                     | Friedrich I, conte di Salm-Neufville | Philipp Franz, conte di Salm-Dhaun    |  |  |       |  |  |                                    |  |  |                                       |  |
|                                             |                                     | Friedrich I, conte di Salm-Neufville | Maria Aegyptiaca zu Oettingen         |  |  |       |  |  |                                    |  |  |                                       |  |
| Juliane Ursula zu Salm-Neufville            |                                     | Friedrich I, conte di Salm-Neufville |                                       |  |  |       |  |  |                                    |  |  |                                       |  |
|                                             |                                     | Franziska von Salm                   | Johann VI, conte di Salm              |  |  |       |  |  |                                    |  |  |                                       |  |
|                                             |                                     | Franziska von Salm                   | Johann VI, conte di Salm              |  |  |       |  |  |                                    |  |  |                                       |  |
|                                             |                                     | Franziska von Salm                   | Louise de Stainville                  |  |  |       |  |  |                                    |  |  |                                       |  |
|                                             |                                     | Franziska von Salm                   |                                       |  |  |       |  |  |                                    |  |  |                                       |  |

## Opere
- Vorgeschlagene Conditiones Für die Vbergebung der Vestung Käyserswerth, Statt, Schlosses und angehörigen Schäntzen sowohl dieß- alß jenseith des Rheins, S.L. Düsseldorf, Beyers, 1702 digitized